# Palacio de Patinaje Iceberg

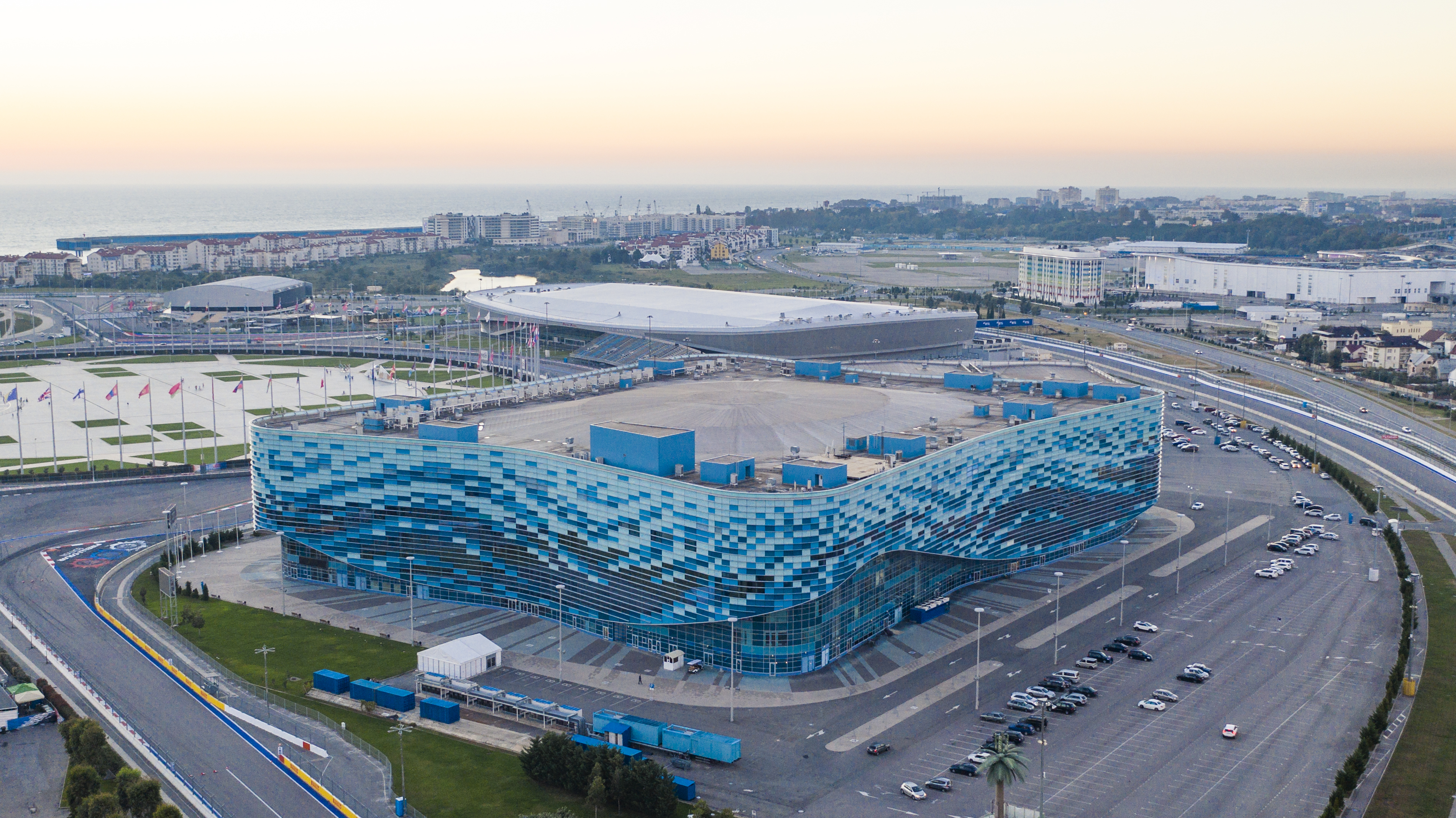
Palacio de Patinaje Iceberg.

El Palacio de Patinaje Iceberg (en ruso, Дворец зимнего спорта Айсберг, Dvorets zimnego sporta Aisberg) es un pabellón deportivo neofuturista en Sochi (Rusia), sede de las competiciones de patinaje artístico y patinaje de velocidad en pista corta en los Juegos Olímpicos de 2014.
Está ubicado en el Parque Olímpico del distrito de Adler, en la parte sudeste de Sochi, a pocos metros del Estadio Olímpico.
Es una instalación móvil, con capacidad para 12 000 espectadores, que después de los Juegos será desplazada a otra ciudad.